# Parc Gorki
El Parc Gorki (el nom real del qual és "Parc de la Cultura i el Descans en memòria de M. Gorki", "Центральный Парк Культуры и Отдыха (ЦПКиО) им. Горького" en rus) està ubicat a la ciutat de Moscou, al llarg del riu Moskvà, no gaire lluny del centre de la ciutat (2 quilòmetres al sud-oest del Kremlin). Va ser batejat així en homenatge a l'escriptor soviètic Maksim Gorki; de tota manera, a Moscou és conegut popularment com a “Park Kulturi”.
En les seves més de 100 hectàrees s'hi emplacen variats jardins, llacunes, àrees de recreació, espais esportius, i zones habilitades per jugar als escacs.
Es pot arribar en metro a algun dels seus accessos, on es paga una entrada modesta. Dues estacions de metro arriben prop de l'entrada principal al carrer Krimski Val: Parc Kulturi i Octyabrscaya.
El parc va servir d'inspiració per a la pel·lícula nord-americana "Gorky Park" (1983), i és anomenat almenys en dues cançons: "Wind of change" de Scorpions, que s'hi refereix com al lloc en què es produeixen canvis després de la Guerra Freda, i a la cançó "Vodka" interpretada per la cantant Morena, al Festival de la Cançó d'Eurovisió 2008 representant Malta.